# 明治薬品
明治薬品株式会社（めいじやくひん）は、富山県富山市に本社を置く製薬会社である。

## 概要
風邪薬や栄養ドリンク、サプリメントなどの医薬品を大手製薬会社からの受託を受けて生産している。大手ドラッグストアの殆どが当社の製品を扱っているという。

## 事業所
- 富山工場[4]
- 富山南工場[4]

## 沿革
個別に出典が提示されていない記述の出典→
- 1948年4月26日 - 設立[1]。薬局薬店向けの医薬品製造販売業務を開始。当時の資本金19万5千円。東京都中央区）に本社、富山県富山市中野新町に工場を設立。
- 1962年5月 - 富山県富山市中島に富山工場を新設移転する。
- 1967年6月 - 東京都千代田区に本社社屋を建設。
- 1976年4月 - 富山県富山市三郷にGMP基準工場を建設。
- 1983年4月 - 診断薬工場を増設。
- 1988年から1991年にかけて工場を増設しOEMを拡大。
- 1994年 - 富山南工場を建設。
- 2005年2月 - C-CMP対応医療用医薬品専用工場を建設。
- 2021年8月31日 - ファーマフーズが明治薬品の発行済み株式の3分の2以上を取得し子会社化。将来的に100%まで高めて完全子会社化する方針である[1][3]。

## 関連施設
- 明治薬品 ACTIVATION CENTER - マリエとやま4階に入居している明治薬品運営のeスポーツ施設。2023年5月10日開業[5]。

## 提供番組
- ドラえもん 2023年10月から